# Amés
Amés är en ort i Spanien.   Den ligger i provinsen Provincia da Coruña och regionen Galicien, i den nordvästra delen av landet, 500 km nordväst om huvudstaden Madrid. Amés ligger 113 meter över havet och antalet invånare är 26 983.
Terrängen runt Amés är kuperad åt nordost, men åt sydväst är den platt. Amés ligger nere i en dal. Runt Amés är det ganska tätbefolkat, med 192 invånare per kvadratkilometer. Närmaste större samhälle är Santiago de Compostela, 9,3 km öster om Amés. Omgivningarna runt Amés är en mosaik av jordbruksmark och naturlig växtlighet.